# Best (rivista)
Best fu una rivista italiana specializzata nella musica nata nel 1976 e pubblicata dalla Editrice Sopi. Best fu il primo periodico musicale italiano a proporre numeri monografici su specifici argomenti e/o autori.

## Storia

### 1974-1977: Origini in Nuovo Sound
Nel 1974 la casa editrice romana Editrice Sopi iniziò la pubblicazione del settimanale a tema musicale Nuovo Sound, che dava ampio spazio al rock progressivo di quegli anni, divenendo la principale concorrente di Ciao 2001. Best nacque proprio da questa redazione, nei primi due numeri come supplemento mensile di Nuovo Sound con monografie su "La nuova canzone americana" e "Il rock inglese". E se i primi due supplementi riportavano la testata Sound Best, rilevati i numerosi consensi di pubblico, la redazione propose la nuova rivista Best con un numero dedicato ai cantautori italiani che vedeva in copertina Lucio Battisti, Eugenio Finardi, Antonello Venditti, Gino Paoli, Pino Donaggio e Fabrizio De André.